# St. Anna (Kornhofen)

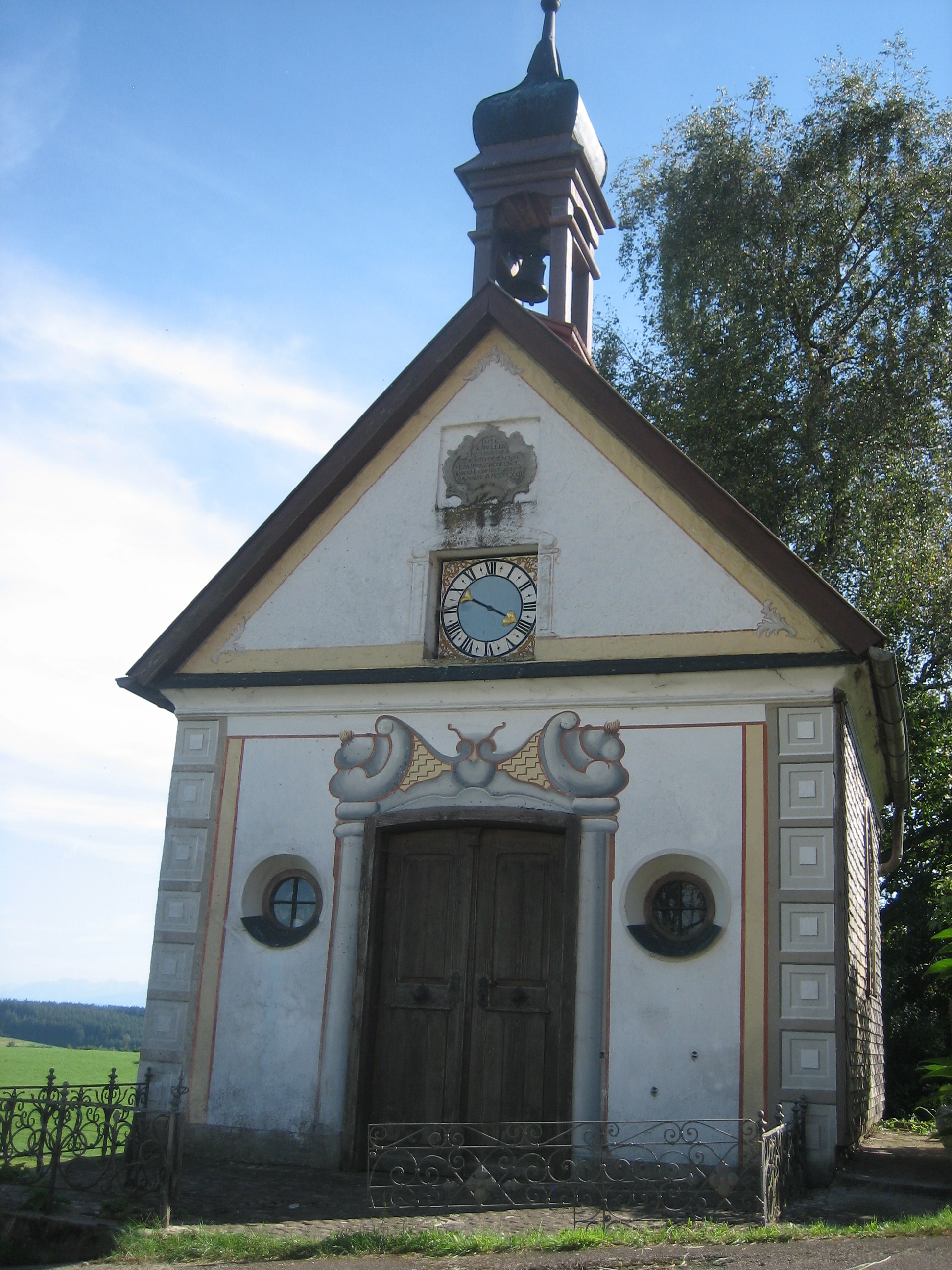
Kapelle St. Anna in Kornhofen

Die Kapelle in Kornhofen, einem Ortsteil von Bad Grönenbach (Landkreis Unterallgäu), ist ein katholischer Sakralbau. Die Kapelle wurde 1772 erbaut und trägt das Patrozinium St. Anna.

## Geschichte
Die Kapelle ist ein nach Süden ausgerichteter Bau. Sie besitzt einen hölzernen Dachreiter mit Zwiebelhaube. Über dem Eingang der Kapelle nennt eine Inschrift in einer Sandsteinplatte den Erbauer:

„Dise Kapellen hat erbauen lassen der ehrgeachte Herr Franz Benedict Stark Hochfürstl[icher] Kempt[ischer] Baumaist[er] A. MDCCLXXII“

## Ausstattung
Der Altar ist ein marmorierter Holzaufbau mit einer Christusfigur im Grab. Auf dem Altar befindet sich eine kostbare Madonna aus dem 14. Jahrhundert und in der Kapelle eine Keramikfigur der Anna selbdritt aus dem 15. Jahrhundert. Holzfiguren aus dem 15. Jahrhundert stellen unter anderem die Heiligen Apollonia, Sebastian und Ottilie dar.

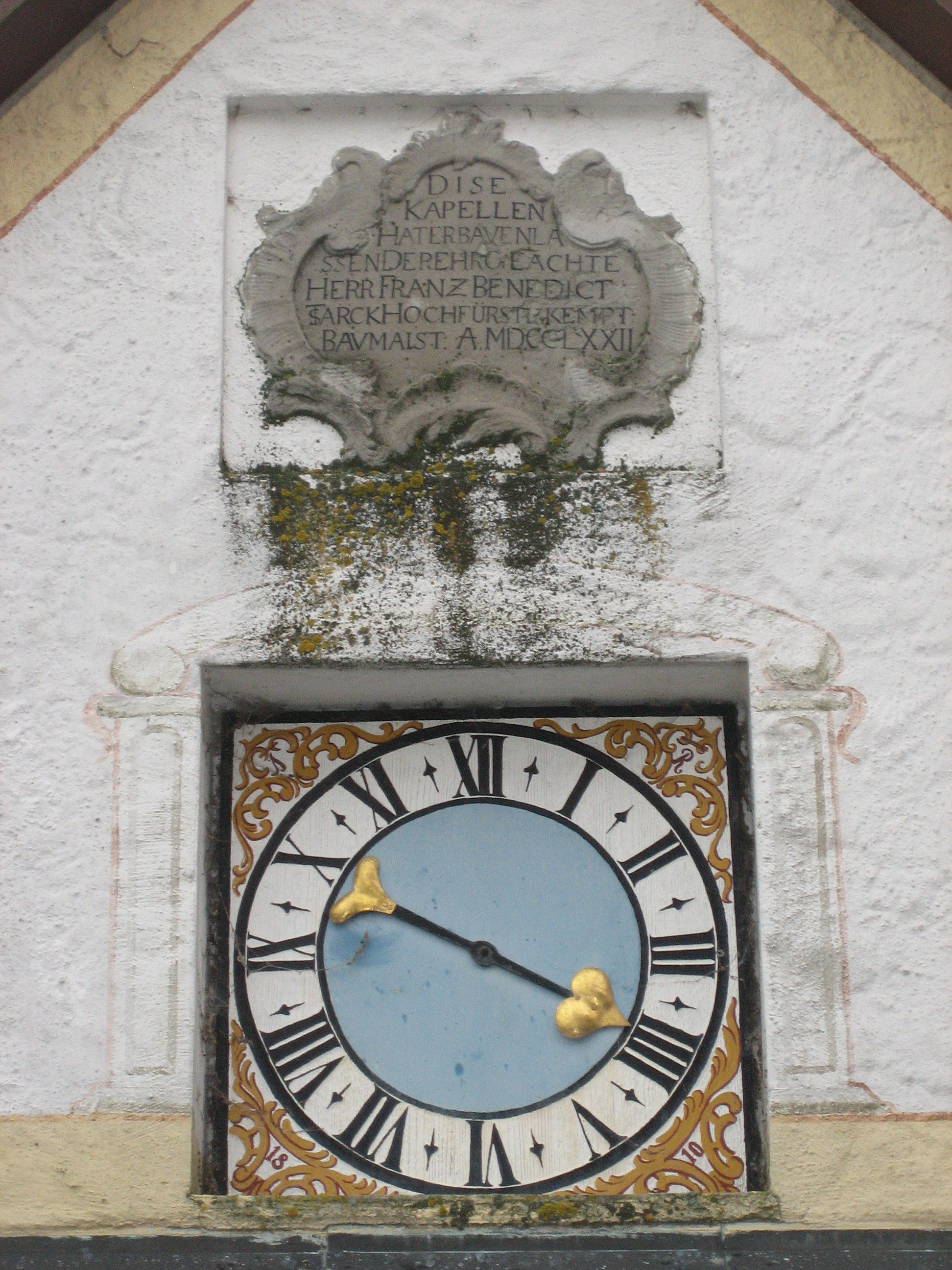
Uhr und Inschrift des Erbauers der Kapelle
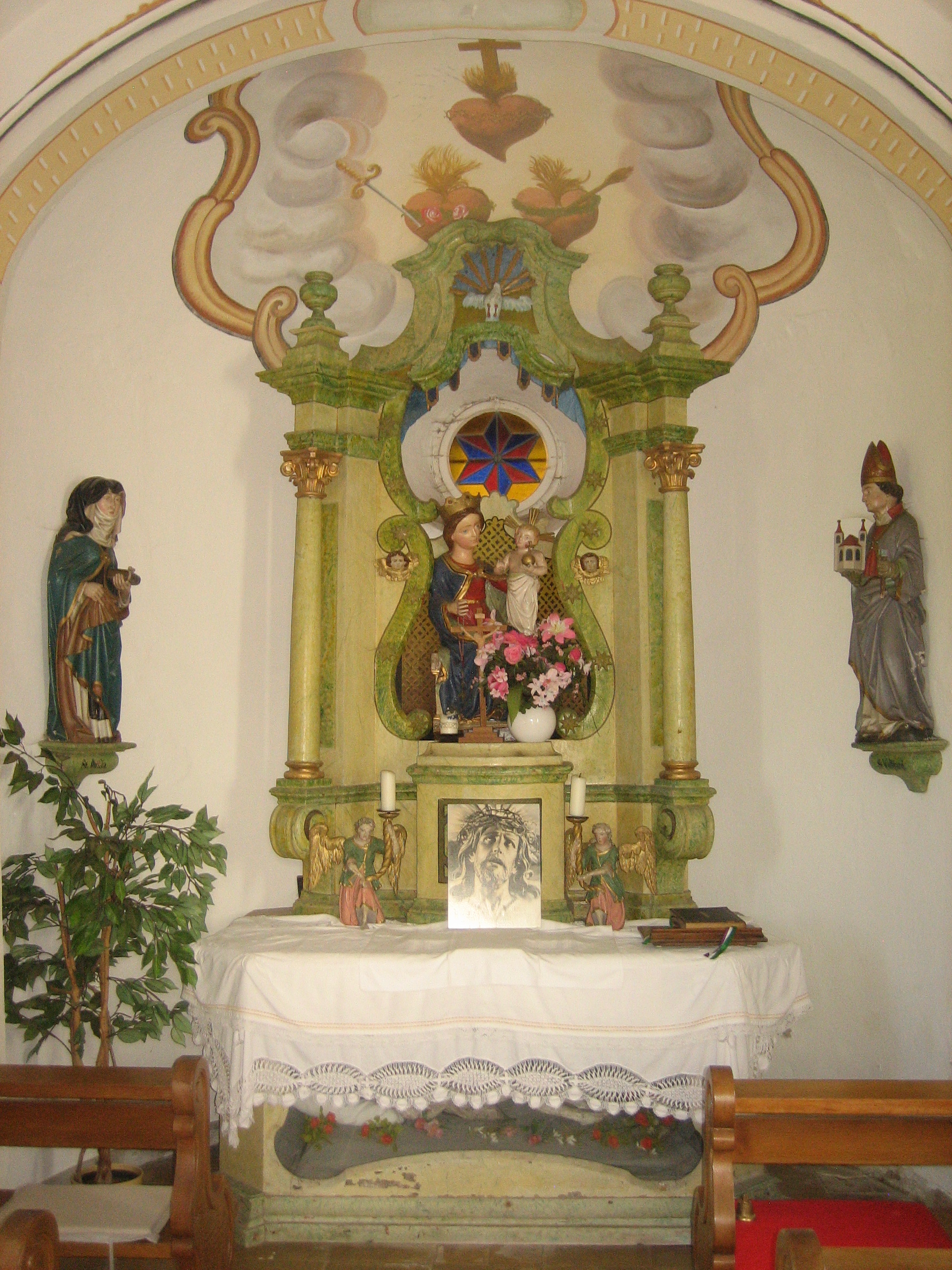
Altar mit Marienfigur und Jesuskind
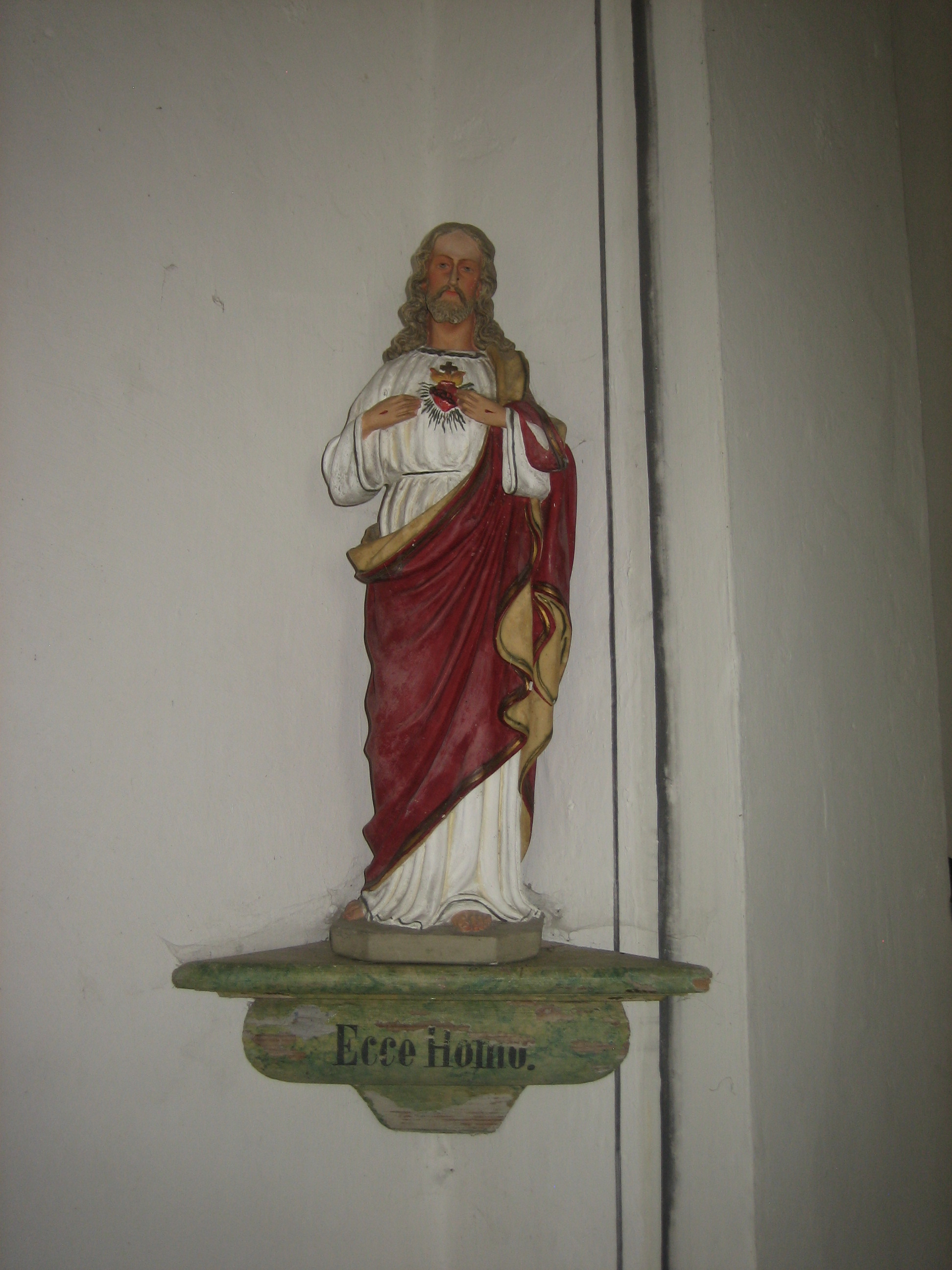
Eine der Holzfiguren im Innern mit einer Herz-Jesu-Darstellung